# Xoridesopus lineatus
Xoridesopus lineatus är en stekelart som beskrevs av Gupta 1983. Xoridesopus lineatus ingår i släktet Xoridesopus och familjen brokparasitsteklar. Inga underarter finns listade i Catalogue of Life.